# Dicrurus adsimilis
El drongo ahorquillado (Dicrurus adsimilis) es una especie de ave paseriforme de la familia Dicruridae propia del África subsahariana. Antiguamente se pensaba que la especie también habitaba en Asia, pero en la actualidad las poblaciones asiáticas se clasifican en una especie separada, Dicrurus macrocercus.

## Descripción
Es una especie de pequeño porte, mide unos 25 cm de largo. El macho es principalmente de un negro lustroso, aunque las alas son menos vistosas.  Posee una cabeza grande y una cola ahorquillada. La hembra es similar aunque menos brillante. Su pico es grande y negro y los ojos rojos. Sus patas son cortas y se posa en una posición erguida. Caza en vuelo, aunque también captura presas en el terreno.

## Distribución y hábitat
El drongo ahorquillado es un residente y reproductor muy común en África al sur del Sahara. Habita en bosques abiertos o zonas de arbustos y matorrales.

## Subespecies
Se reconocen las siguientes:
- D. adsimilis adsimilis (Bechstein, 1794) - oeste de Suazilandia y  sureste de Sudáfrica
- D. adsimilis apivorus Clancey, 1976 - sudeste de Gabón y Congo al norte de Sudáfrica
- D. adsimilis divaricatus (Lichtenstein, 1823) - Mauritania hasta Guinea este hacia Somalia y norte de Kenia
- D. adsimilis fugax Peters,W, 1868 - Uganda y Kenia sur hasta noreste de Sudáfrica y Suazilandia

## Comportamiento
Es un ave insectívora. La puesta consiste de dos a cuatro huevos los cuales coloca en un nido en forma de taza construido en una rama en la zona elevada de un árbol. Son aves agresivas y valientes, y no dudan en atacar a especies más grandes, incluidas aves de presa si es que ven amenazado su nido o los pichones.
Su llamada es un strink-strink metálico. El drongo ahorquillado posee la capacidad de utilizar llamadas de alarma que se asemejan a las de otras especies para robar alimentos a otras aves tales como  charlatanes y animales tales como suricatas.
Tom Flower ha hecho notar que los drongos ahorquillados pasan un cuarto de su tiempo siguiendo a otros animales. A veces al aproximarse un depredador, los drongos actúan como centinelas y alertan a sus vecinos con llamadas genuinas de alarma. Pero los drongos también consiguen un cuarto de sus alimentos diarios dando falsas alarmas, cuando el otro animal ha encontrado alimentos. Cuando las suricatas y los charlatanes huyen del depredador inexistente, el drongo hurta su comida.Los investigadores especulan que estos drongos poseen desarrollada la teoría de la mente, algo que no se observa en ningún otro animal excepto los humanos, aunque existen dudas de que ellos sea cierto. Lo que sí es un hecho, es que el drongo engaña a otros animales para su propio beneficio. 

## Galería

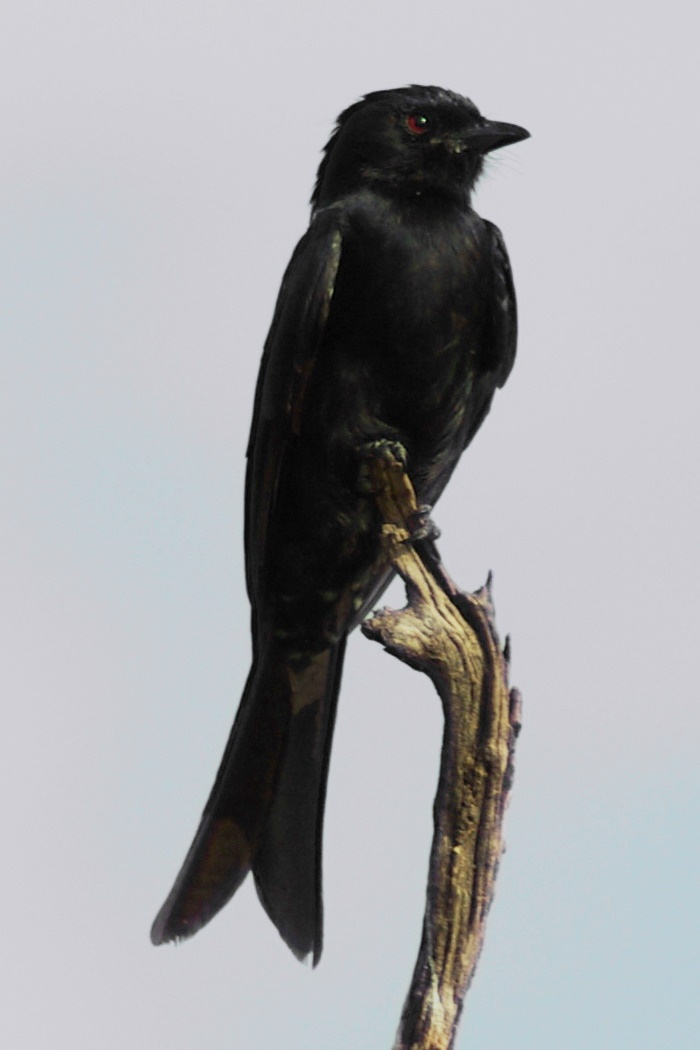
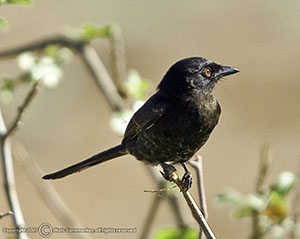

- Wikimedia Commons alberga una categoría multimedia sobre Dicrurus adsimilis.